# Daule (kanton)
Daule – kanton w prowincji Guayas, w Ekwadorze. Stolicą kantonu jest Daule.